# قائمة منظمات البحث في علم الوراثة
هذه هي قائمة المنظمات المشاركة في أبحاث الوراثة.

## أفريقيا
- كينيا
  - المعهد الدولي لبحوث الماشية، نيروبي

## آسيا والمحيط الهادئ
- أستراليا
  - هيئة البحوث الأسترالية
  - معهد البحوث الطبية في جارافان
- الصين
  - معهد الجينوم في بكين
  - المركز الوطني الصيني للجينوم البشري
- الهند
  - معهد علم الجينوم والأحياء التكاملية
- إيران
  - معهد رويان
- الفلبين
  - مركز الجينوم الفلبيني
- سنغافورة
  - معهد الجينوم في سنغافورة
  - معهد علم الأحياء الجزيئي والخلوي
- تايوان
  - معاهد البحوث في الصحة
- اليابان
  - المعهد الوطني لعلم الوراثة
  - معهد أوكيناوا للعلوم والتقنية
  - ريكن

## أوروبا
- ألمانيا
  - معهد ماكس بلانك لعلم الوراثة الجزيئي
- إيطاليا
  - المعهد الدولي للموارد الجينية النباتية
- السويد
  - مختبر علوم الحياة
- المملكة المتحدة
  - مركز تحليل الجينوم
  - مركز ويلكوم ترست سانغر
  - مركز ويلكوم ترست لعلم الوراثة البشرية (جامعة أكسفورد)

## أمريكا الشمالية
- كندا
  - مركز علم الجينوم التطبيقي (جامعة تورونتو)
- الولايات المتحدة
  - أريزونا
    - معهد بحوث الجينوم

  - كاليفورنيا
    - مختبرات كلير
    - معهد البحوث في المعلومات الوراثية
    - معهد الجينوم المشترك (وزارة الطاقة الأمريكية)
    - معهد سولك للدراسات البيولوجية

  - إلينوي
    - معهد الجينوم والبيولوجيا (جامعة إلينوي في أوربانا-شامبين)

  - مين
    - مختبر جاكسون

  - ماريلاند
    - معهد هوارد هيوز الطبي
    - معهد ج كريغ فنتر
    - معهد كينيدي كريغر
    - المعهد الوطني لأبحاث الجينوم البشري

  - ماساتشوستس
    - معهد برود (معهد ماساتشوستس للتكنولوجيا وجامعة هارفارد)
    - معهد دانا-فاربر للسرطان
    - معهد البحوث الطبية الحيوية (معهد ماساتشوستس للتكنولوجيا)

  - ميسوري
    - معهد ماكدونيل للجينوم (جامعة واشنطن في سانت لويس)

  - نيو مكسيكو
    - المركز الوطني لموارد الجينوم

  - نيويورك
    - مختبر كولد سبرينغ هاربور
    - معهد أيكان للجينوم ونطاقات الأحياء (مدرسة طب ماونت سيناي)
    - مركز الجينوم في نيويورك

  - تكساس
    - مركز تسلسل الجينوم البشري (كلية بايلور للطب)

  - يوتا
    - محتبرات أروب (جامعة يوتا)

## المنظمات الدولية في الأبحاث الجينية
- منظمة جين واتش في المملكة المتحدة
- المجلس المسؤول عن علم الوراثة في كامبريدج (ماساتشوستس)
- مشروع الشمس في هامبورغ بألمانيا وأوستن في تكساس